# Pierre André Latreille
Pierre André Latreille, francoski rimskokatoliški duhovnik, entomolog, akademik in predavatelj, * 20. november 1762, Brive-la-Gaillarde, † 6. februar 1833, Pariz. 
V svojih delih je opisal in poimenoval mnogo taksonov členonožcev, katerih znanstveno poimenovanje se je ohranilo do danes.

## Življenje in delo
Latreille se je rodil v revni družini v kraju Brive-la-Gaillarde (departma Corrèze). Leta 1778 se je vpisal na fakulteto Lemoine v Parizu. V Parizu je bil leta 1786 posvečen v duhovnika in se kmalu zatem vrnil v Brive, kjer je ves prosti čas posvetil preučevanju žuželk. Dve leti kasneje se je vrnil v Pariz in začel aktivno sodelovati v znanstveni skupnosti. Z objavo knjige Mémoire sur les mutilles découvertes en France si je prislužil tudi članstvo v tamkajšnjem prirodoslovnem društvu.
Kot konzervativni duhovnik je ob začetku francoske revolucije naletel na težave. Zato je zapustil Pariz, a bil kasneje vseeno zaprt v Bordeauxu in obsojen na smrt, saj je zavrnil prisego zvestobe novo sprejeti ustavi. V zaporu pa je opisal novo vrsto hrošča in ob pomoči dveh kolegov prirodoslovcev na tej podlagi dosegel, da so ga kot znanstvenika izpustili, kar je edini znani primer da je odkritje nove vrste nekomu rešilo življenje.
Po tistem se je odrekel duhovništvu in se povsem posvetil znanosti. Leta 1796 je v rodnem kraju izdal knjigo Précis des caractères génériques des insectes, disposés dans un ordre naturel, ki je postala njegovo najbolj znano delo. V njej je podal predlog za naravno klasifikacijo členonožcev, kjer je prvič razčlenil redove v skupine, ki jih danes poznamo kot družine.
Preživljal se je s poučevanjem, dokler ni leta 1798 dobil nalogo urejanja entomološke zbirke v nedavno ustanovljenem Prirodoslovnem muzeju (Muséum National d'Histoire Naturelle) v Parizu in kasneje tam postal profesor; leta 1814 je postal član Francoske akademije znanosti, leta 1821 pa vitez Legije časti. Bil je tudi profesor zoologije na veterinarski šoli v Alfortu blizu Pariza, na koncu pa postal profesor na katedri za zoologijo rakov, pajkovcev in žuželk Prirodoslovnega muzeja, ko je katedra za zoologijo nevretenčarjev razpadla ob Lamarckovi smrti.
Po njem se imenuje Latreillia, rod rakov.

## Dela
- Précis des caracteres generiques des insectes, disposes dans un ordre naturel. - Paris-Brive, Prevot - F. Boudreaux XII, 3 201 [7] (1796).
- Histoire naturelle générale et particulière des crustacés et insectes (14 knjig, 1802–1805), kot del C. N. S. Sonninijeve izdaje Buffonovega dela.
- Genera crustaceorum et insectorum, secundum ordinem naturalem ut familias disposita (4 knjige, 1806–1809)
- Considérations sur l'ordre naturel des animaux composant les classes des crustacés, des arachnides, et des insectes (1810)
- Poglavja Les crustacés, Les arachnides in Les insectes: 1-653 v Cuvierjevem Le règne animal distribue d'apres son organisation, pour servir de base à l'histoire naturelle des animaux et d'introduction a l'anatomie Paris, Deterville.
- Annales du Mus. [Cit. po: Kirby W., Spence W. 1833. Einleitung in der Entomologie, oder Elemente der Naturgeschichte der Insecten., Bd.4: 481] (1821)
- Histoire naturelle et iconographie des insectes coléoptères d'Europe Paris: Crevot (1822, soavtor Pierre François Marie Auguste Dejean)
- Familles naturelles du règne animal, exposés succinctement et dans un ordre analytique (1825)
- Cours d'entomologie (izdana samo prva knjiga, 1831)
- mnogo člankov v Annales du Museum, Encyclopedie méthodique, Dictionnaire classique d'histoire naturelle in drugod